# Дарко Лазић (певач)
Дарко Лазић (Брестач, 13. октобар 1991) српски је певач. Познат је по победи у четвртој сезони певачког такмичења Звезде Гранда (2008—2009).

## Биографија
Рођен је 13. октобра 1991. године у Брестачу код Пећинаца од оца Милана и мајке Бранке Лазић. Основну школу завршио је у Холандији, где је живео више од осам година. Завршио је фризерски курс. Таленат за бављење музиком наследио је од свог оца Милана. Постао је познат након наступа у четвртој сезони емисије Звезде Гранда 2009. у којој је захваљујући гласовима публике однео победу. Са певачицом Аном Севић, са којом је заједно учествовао у Звездама Гранда, венчао се 2014. године и са њом има једну ћерку. Године 2018. поднео је захтев за развод. Дана 23. октобра 2018. доживео је тешку саобраћајну несрећу.

## Дискографија

### Албуми
- Брате мој (2009)
- Годину дана 300 кафана (2011)
- Све ми смета (2023)

### Синглови
- Корак до сна (2009)
- Чему ово све — Гранд фестивал (2010)
- Пустите да је преболим (2011)
- Другарство најбоље — дует са Слободаном Васићем — Гранд фестивал (2012)
- Слатка Мала — ft. MC Јанком (2012)
- Палим Клуб — дует са MC Јанком (2014)
- Проверено (2014)
- Ти си та — дует са Тањом Савић (2014)
- Ја те волим — Гранд фестивал (2014)
- Најбоље године — дует са Еврокрем барабама (2016)
- Mein Schatzi — дует са МС Стојаном (2017)
- Мајко (2019)
- Даће Бог (2019)
- А Некад Је Долазила Стално (2019)
- Причала Си (2020)
- Мој Отац (2021)
- Клошар — дует са Анидом Ћусићем (2021)
- Ти Си Живот А И Грешка — дует са Андреаном Чекић (2021)
- Још увек сам с тобом — дует са Андреаном Чекић (2021)
- Прво Друго Треће Лето (2021)
- Моје Бивше Жене (2022)
- Поново Сам Ја У Крају (2022)
- Писмо — дует са Војажем и Растом (2022)

### Спотови
| Спот                       | Година | Режисер                        |
| -------------------------- | ------ | ------------------------------ |
| Корак до сна               | 2009   | Raven Vision                   |
| Ти си та                   | 2014   | Марко Арсић                    |
| Палим клуб                 | 2014   | YANKSTAR Films                 |
| Најбоље године             | 2016   | Дејан Милићевић                |
| Mein schatzi               | 2017   | DaVideo                        |
| Мајко                      | 2019   | Љуба Радојевић                 |
| Даће Бог                   | 2019   | TOXIC ENTERTAINMENT            |
| А некад је долазила стално | 2019   | TOXIC ENTERTAINMENT            |
| Причала си мени            | 2020   | TOXIC ENTERTAINMENT            |
| Мој отац                   | 2021   | Јован Пеурача и Милош Митровић |
| Клошар                     | 2021   | Јован Пеурача и Милош Митровић |
| Ти си живот а и грешка     | 2021   | Љуба Радојевић                 |
| Још увек сам са тобом      | 2021   | Љуба Радојевић                 |
| Прво,друго,треће лето      | 2021   | Љуба Радојевић                 |
| Моје бивше жене            | 2022   | Љуба Радојевић                 |
| Поново сам ја у крају      | 2022   | Љуба Радојевић                 |
| Писмо                      | 2022   |                                |
| Због тебе                  | 2023   | Љуба Радојевић                 |
| Чујем ја чујем             | 2023   | Љуба Радојевић                 |
| Опрости боже               | 2023   | Љуба Радојевић                 |
| Све ми смета               | 2023   | Љуба Радојевић                 |
| А ја се опијам             | 2023   | Љуба Радојевић                 |
| Ко је тај                  | 2023   | Љуба Радојевић                 |
| Гледам у небо              | 2023   | Љуба Радојевић                 |
| Фине и поштене             | 2023   | Љуба Радојевић                 |
| Презиме                    | 2024   | Марко Панић                    |